# غنت-وفلجم 2025
غنت-وفلجم 2025 (بالفرنسية: Gand-Wevelgem 2025) هو سباق دراجات هوائية من فئة  1.UWT، وهو الموسم السابع والثمانين من غنت-وفلجم، وأقيم في 30 مارس 2025 ضمن سباقات طواف العالم للدراجات 2025.
فاز بالمركز الأول مادس بيدرسن، وحلَّ في المركز الثاني تيم ميرلير، بينما جاء جوناثان ميلان في المركز الثالث.

## الفرق
| فرق عالمية (18)- Arkéa-B&B Hotels - Alpecin-Deceuninck - Bahrain-Victorious - Cofidis - Decathlon AG2R La Mondiale Team - EF Education-EasyPost - Groupama-FDJ - Ineos Grenadiers - Intermarché-Wanty - Lidl-Trek - Movistar Team - Red Bull-BORA-hansgrohe - Soudal Quick-Step - Team Jayco AlUla - Team Picnic-PostNL - Team Visma \| Lease a Bike - UAE Team Emirates XRG - XDS Astana Team فرق برو (7)- Lotto - Israel-Premier Tech - فريق الدراجات Q36.5 ‏ - أونو-إكس موبيليتي ‏ - سبورت فلاندرين بالويس ‏ - سويس ريسينغ أكادمي ‏ - Team TotalEnergies |  |
| |  |

## المشاركون
| Lidl-Trek LTK                             | Lidl-Trek LTK  | Lidl-Trek LTK  |
| ----------------------------------------- | -------------- | -------------- |
| م                                         | عداء           | مرتبة          |
| 1                                         | مادس بيدرسن    | 1              |
| 2                                         | Daan Hoole ‏    | لم يكمل السباق |
| 3                                         | اليكس كيرش     | 36             |
| 4                                         | جوناثان ميلان  | 3              |
| 5                                         | جاسبر ستوفين   | 43             |
| 6                                         | توم سكوجين     | 46             |
| 7                                         | Mathias Vacek ‏ | لم يكمل السباق |
| مدير الرياضة: ستيفن دي جونغ, غريغوري راست |                |                |

| UAE Team Emirates XRG UAD                  | UAE Team Emirates XRG UAD | UAE Team Emirates XRG UAD |
| ------------------------------------------ | ------------------------- | ------------------------- |
| م                                          | عداء                      | مرتبة                     |
| 11                                         | تيم فيلانز                | 37                        |
| 12                                         | ميكيل بيرج                | 50                        |
| 13                                         | خوان سباستيان مولانو      | لم يكمل السباق            |
| 14                                         | روي أوليفيرا              | 66                        |
| 15                                         | Nils Politt ‏              | 34                        |
| 16                                         | Florian Vermeersch ‏       | 23                        |
| 17                                         | فيليبو بارونسيني          | لم يكمل السباق            |
| مدير الرياضة: فابيو بالداتو, ماركو ماركاتو |                           |                           |

| Alpecin-Deceuninck ADC                             | Alpecin-Deceuninck ADC | Alpecin-Deceuninck ADC |
| -------------------------------------------------- | ---------------------- | ---------------------- |
| م                                                  | عداء                   | مرتبة                  |
| 21                                                 | جاسبر فيليبسين         | 44                     |
| 22                                                 | Robbe Ghys ‏            | لم يكمل السباق         |
| 23                                                 | Timo Kielich ‏          | 47                     |
| 24                                                 | Fabio Van den Bossche ‏ | 82                     |
| 25                                                 | Jonas Rickaert ‏        | 64                     |
| 26                                                 | جياني فرميش            | 83                     |
| 27                                                 | سيلفان ديلير           | لم يكمل السباق         |
| مدير الرياضة: Christoph Roodhooft ‏, فريدريك ويليمز |                        |                        |

| Soudal Quick-Step SOQ                 | Soudal Quick-Step SOQ | Soudal Quick-Step SOQ |
| ------------------------------------- | --------------------- | --------------------- |
| م                                     | عداء                  | مرتبة                 |
| 31                                    | تيم ميرلير (طريق)     | 2                     |
| 32                                    | Paul Magnier ‏         | 38                    |
| 33                                    | يفيس لامارت           | 51                    |
| 34                                    | Luke Lamperti ‏        | لم يكمل السباق        |
| 35                                    | Louis Vervaeke ‏       | 67                    |
| 36                                    | Bert Van Lerberghe ‏   | 52                    |
| 37                                    | Warre Vangheluwe ‏     | لم يكمل السباق        |
| مدير الرياضة: توم ستيلز, Iljo Keisse ‏ |                       |                       |

| Intermarché-Wanty IWA                      | Intermarché-Wanty IWA      | Intermarché-Wanty IWA |
| ------------------------------------------ | -------------------------- | --------------------- |
| م                                          | عداء                       | مرتبة                 |
| 41                                         | بينيام جيرماي              | 7                     |
| 42                                         | Roel van Sintmaartensdijk ‏ | 93                    |
| 43                                         | Vito Braet ‏                | 94                    |
| 44                                         | هوغو بيج ‏                  | لم يكمل السباق        |
| 45                                         | أدريان بيتي                | لم يكمل السباق        |
| 46                                         | Laurenz Rex ‏               | 10                    |
| 47                                         | Jonas Rutsch ‏              | 88                    |
| مدير الرياضة: ديميتري كلايس, Aike Visbeek ‏ |                            |                       |

| Ineos Grenadiers IGD                       | Ineos Grenadiers IGD     | Ineos Grenadiers IGD |
| ------------------------------------------ | ------------------------ | -------------------- |
| م                                          | عداء                     | مرتبة                |
| 51                                         | سالفاتوري بوتشيو         | لم يكمل السباق       |
| 52                                         | توبياس فوس               | 77                   |
| 53                                         | بوب جونهيلس              | لم يكمل السباق       |
| 54                                         | كونور سويفت              | 72                   |
| 55                                         | Josh Tarling ‏            | 49                   |
| 56                                         | بن تورنر                 | 25                   |
| 57                                         | Samuel Watson (cyclist) ‏ | 91                   |
| مدير الرياضة: إيمانول إرفيتي, إيان ستانارد |                          |                      |

| Team Visma \| Lease a Bike TVL              | Team Visma \| Lease a Bike TVL | Team Visma \| Lease a Bike TVL |
| ------------------------------------------- | ------------------------------ | ------------------------------ |
| م                                           | عداء                           | مرتبة                          |
| 61                                          | Olav Kooij ‏                    | لم يكمل السباق                 |
| 62                                          | دانيال مكلاي                   | لم يكمل السباق                 |
| 63                                          | فكتور كامبنارتس                | 41                             |
| 64                                          | توش فان دير ساندي              | 78                             |
| 65                                          | تيسج بنوت                      | 19                             |
| 66                                          | Matteo Jorgenson ‏              | 30                             |
| 67                                          | جوليان فيرموت                  | 87                             |
| مدير الرياضة: Richard Plugge ‏, مارتن ينانتس |                                |                                |

| EF Education-EasyPost EFE                  | EF Education-EasyPost EFE | EF Education-EasyPost EFE |
| ------------------------------------------ | ------------------------- | ------------------------- |
| م                                          | عداء                      | مرتبة                     |
| 71                                         | فينتشنزو ألبانيز          | لم يكمل السباق            |
| 72                                         | Harry Sweeny ‏             | 53                        |
| 73                                         | أوين دول                  | 28                        |
| 74                                         | Madis Mihkels             | 14                        |
| 75                                         | Jack Rootkin-Gray ‏        | لم يكمل السباق            |
| 76                                         | Yuhi Todome ‏              | لم يكمل السباق            |
| 77                                         | Max Walker (cyclist) ‏     | 79                        |
| مدير الرياضة: أندرياس كلير, Ken Vanmarcke ‏ |                           |                           |

| Bahrain Victorious TBV                  | Bahrain Victorious TBV | Bahrain Victorious TBV |
| --------------------------------------- | ---------------------- | ---------------------- |
| م                                       | عداء                   | مرتبة                  |
| 81                                      | ماتج موهوريك           | لم يكمل السباق         |
| 82                                      | فل بوهوس               | لم يكمل السباق         |
| 83                                      | Alberto Bruttomesso ‏   | لم يكمل السباق         |
| 84                                      | Kamil Gradek ‏          | 90                     |
| 85                                      | أندريا باسكولون        | 68                     |
| 86                                      | روبرت ستانارد          | لم يكمل السباق         |
| 87                                      | فرد رايت               | 56                     |
| مدير الرياضة: آرت فيرهوتين, ميخال غولاش |                        |                        |

| Arkéa-B&B Hotels ARK                          | Arkéa-B&B Hotels ARK      | Arkéa-B&B Hotels ARK |
| --------------------------------------------- | ------------------------- | -------------------- |
| م                                             | عداء                      | مرتبة                |
| 91                                            | ارنو ديمار                | 59                   |
| 92                                            | أموري كابيو               | لم يكمل السباق       |
| 93                                            | Léandre Lozouet ‏          | لم يكمل السباق       |
| 94                                            | Donavan Grondin ‏          | لم يكمل السباق       |
| 95                                            | مايلز سكوتسون             | لم يكمل السباق       |
| 96                                            | Giosuè Epis ‏              | لم يكمل السباق       |
| 97                                            | Pierre Thierry (cyclist) ‏ | لم يكمل السباق       |
| مدير الرياضة: سيباستيان هينو, Mickael Leveau ‏ |                           |                      |

| Cofidis COF                                     | Cofidis COF                    | Cofidis COF    |
| ----------------------------------------------- | ------------------------------ | -------------- |
| م                                               | عداء                           | مرتبة          |
| 101                                             | ايمي دي جندت                   | 26             |
| 102                                             | Eddy Finé ‏                     | لم يكمل السباق |
| 103                                             | Clément Izquierdo ‏             | لم يكمل السباق |
| 104                                             | Sam Maisonobe ‏                 | 33             |
| 105                                             | Alexis Renard ‏                 | لم يكمل السباق |
| 106                                             | Ludovic Robeet ‏                | 70             |
| 107                                             | Jan Maas (cyclist, born 1996) ‏ | لم يكمل السباق |
| مدير الرياضة: جيمي إنجولفينت, Thierry Marichal ‏ |                                |                |

| Decathlon-AG2R La Mondiale DAT                        | Decathlon-AG2R La Mondiale DAT | Decathlon-AG2R La Mondiale DAT |
| ----------------------------------------------------- | ------------------------------ | ------------------------------ |
| م                                                     | عداء                           | مرتبة                          |
| 111                                                   | أوليفر ناسن                    | 21                             |
| 112                                                   | يجف دي بوندت                   | 22                             |
| 113                                                   | Sander De Pestel ‏              | 35                             |
| 114                                                   | Oscar Chamberlain ‏             | لم يكمل السباق                 |
| 115                                                   | تورد غودميستاد ‏                | لم يكمل السباق                 |
| 116                                                   | Stefan Bissegger ‏              | 29                             |
| 117                                                   | سام بينيت                      | لم يكمل السباق                 |
| مدير الرياضة: Julien Jurdie ‏, لوقا رو, Didier Jannel ‏ |                                |                                |

| Groupama-FDJ GFC                | Groupama-FDJ GFC   | Groupama-FDJ GFC |
| ------------------------------- | ------------------ | ---------------- |
| م                               | عداء               | مرتبة            |
| 121                             | فالنتين مادواس     | 32               |
| 122                             | Cyril Barthe ‏      | 60               |
| 123                             | جون جاكوبس         | لم يكمل السباق   |
| 124                             | أوليفييه لو جاك    | 65               |
| 125                             | Sven Erik Bystrøm ‏ | لم يكمل السباق   |
| 126                             | Paul Penhoët ‏      | 86               |
| 127                             | كليمنت روسو        | 13               |
| مدير الرياضة: Frédéric Guesdon ‏ |                    |                  |

| Movistar Team MOV            | Movistar Team MOV | Movistar Team MOV |
| ---------------------------- | ----------------- | ----------------- |
| م                            | عداء              | مرتبة             |
| 131                          | Carlos Canal ‏     | 20                |
| 132                          | Jon Barrenetxea ‏  | لم يكمل السباق    |
| 133                          | دافيد سيمولاي     | لم يكمل السباق    |
| 134                          | إيفان غارسيا      | 24                |
| 135                          | Orluis Aular ‏     | لم يكمل السباق    |
| 136                          | Iván Romeo ‏       | لم يكمل السباق    |
| 137                          | Manlio Moro ‏      | 95                |
| مدير الرياضة: يورغن رويلاندز |                   |                   |

| Red Bull-Bora-Hansgrohe RBH | Red Bull-Bora-Hansgrohe RBH | Red Bull-Bora-Hansgrohe RBH |
| --------------------------- | --------------------------- | --------------------------- |
| م                           | عداء                        | مرتبة                       |
| 141                         | Jordi Meeus ‏                | 9                           |
| 142                         | جياني موسكون                | لم يكمل السباق              |
| 143                         | ريان مولين                  | لم يكمل السباق              |
| 144                         | Laurence Pithie ‏            | 27                          |
| 145                         | Mick van Dijke ‏             | 76                          |
| 146                         | Tim van Dijke ‏              | 84                          |
| 147                         | داني فان بوبيل              | لم يكمل السباق              |

| Team Jayco AlUla JAY | Team Jayco AlUla JAY     | Team Jayco AlUla JAY |
| -------------------- | ------------------------ | -------------------- |
| م                    | عداء                     | مرتبة                |
| 151                  | مايكل ماثيوز             | 39                   |
| 152                  | Bob Donaldson (cyclist) ‏ | لم يكمل السباق       |
| 153                  | باتريك غامبر             | لم يكمل السباق       |
| 154                  | Kelland O'Brien ‏         | لم يكمل السباق       |
| 155                  | Elmar Reinders ‏          | لم يكمل السباق       |
| 156                  | ماكس والشيد              | 55                   |
| 157                  | جاشا سوتيرلين            | لم يكمل السباق       |

| Team Picnic-PostNL TPP | Team Picnic-PostNL TPP | Team Picnic-PostNL TPP |
| ---------------------- | ---------------------- | ---------------------- |
| م                      | عداء                   | مرتبة                  |
| 161                    | جون ديجينكولب          | 11                     |
| 162                    | الكسندر ادموندسون      | لم يكمل السباق         |
| 163                    | Casper van Uden ‏       | 57                     |
| 164                    | شون فلين ‏              | 74                     |
| 165                    | Enzo Leijnse ‏          | لم يكمل السباق         |
| 166                    | توبياس لوند أندرسن ‏    | لم يكمل السباق         |
| 167                    | Niklas Märkl ‏          | لم يكمل السباق         |

| XDS Astana Team XAT | XDS Astana Team XAT | XDS Astana Team XAT |
| ------------------- | ------------------- | ------------------- |
| م                   | عداء                | مرتبة               |
| 171                 | دافيد باليريني      | 6                   |
| 172                 | سيس بول             | 71                  |
| 173                 | آرون جيت            | 61                  |
| 174                 | Michele Gazzoli ‏    | لم يكمل السباق      |
| 175                 | ماكس كانتر          | لم يكمل السباق      |
| 176                 | Yevgeniy Fedorov ‏   | 18                  |
| 177                 | مايك تيونسين        | 16                  |

| Lotto LOT | Lotto LOT                  | Lotto LOT      |
| --------- | -------------------------- | -------------- |
| م         | عداء                       | مرتبة          |
| 181       | ارنو دي لاي (طريق)         | لم يكمل السباق |
| 182       | Jenno Berckmoes ‏           | 8              |
| 183       | سيباستيان غرينيار ‏         | لم يكمل السباق |
| 184       | Alec Segaert ‏              | 45             |
| 185       | Arjen Livyns ‏              | 42             |
| 186       | برنت فان موير              | 31             |
| 187       | Joshua Giddings (cyclist) ‏ | لم يكمل السباق |

| Israel-Premier Tech IPT | Israel-Premier Tech IPT | Israel-Premier Tech IPT |
| ----------------------- | ----------------------- | ----------------------- |
| م                       | عداء                    | مرتبة                   |
| 191                     | هوغو هوفستيتر           | 5                       |
| 193                     | ويليام بويفن            | لم يكمل السباق          |
| 194                     | Pier-André Côté ‏        | لم يكمل السباق          |
| 195                     | Riley Pickrell ‏         | 80                      |
| 196                     | Matis Louvel ‏           | 17                      |
| 197                     | ميكل شوارزمان           | لم يكمل السباق          |
| 198                     | توم فان أسبروك          | 73                      |

| فريق الدراجات Q36.5 ‏ Q36 | فريق الدراجات Q36.5 ‏ Q36 | فريق الدراجات Q36.5 ‏ Q36 |
| ------------------------ | ------------------------ | ------------------------ |
| م                        | عداء                     | مرتبة                    |
| 201                      | جياكومو نيزولو           | لم يكمل السباق           |
| 202                      | ديفيد غونزاليس           | لم يكمل السباق           |
| 203                      | Emīls Liepiņš ‏ (طريق)    | 63                       |
| 204                      | Kamil Małecki ‏           | لم يكمل السباق           |
| 205                      | Nicolò Parisini ‏         | لم يكمل السباق           |
| 206                      | Jannik Steimle ‏          | 85                       |
| 207                      | روري تاونسند ‏            | لم يكمل السباق           |

| سبورت فلاندرين بالويس ‏ TFB | سبورت فلاندرين بالويس ‏ TFB | سبورت فلاندرين بالويس ‏ TFB |
| -------------------------- | -------------------------- | -------------------------- |
| م                          | عداء                       | مرتبة                      |
| 211                        | Victor Vercouillie ‏        | لم يكمل السباق             |
| 212                        | Jules Hesters ‏             | لم يكمل السباق             |
| 213                        | Milan Lanhove ‏             | لم يكمل السباق             |
| 214                        | Noah Vandenbranden ‏        | لم يكمل السباق             |
| 215                        | Yentl Vandevelde ‏          | لم يكمل السباق             |
| 216                        | Ward Vanhoof ‏              | 89                         |
| 217                        | أليكس كولمان ‏              | 75                         |

| Team TotalEnergies TEN | Team TotalEnergies TEN | Team TotalEnergies TEN |
| ---------------------- | ---------------------- | ---------------------- |
| م                      | عداء                   | مرتبة                  |
| 221                    | أنتوني تورجيس          | 12                     |
| 222                    | Sandy Dujardin ‏        | لم يكمل السباق         |
| 223                    | Thomas Gachignard ‏     | لم يكمل السباق         |
| 224                    | Emilien Jeannière ‏     | لم يكمل السباق         |
| 225                    | صموئيل لورو ‏           | 62                     |
| 226                    | لورينزو مانزين         | لم يكمل السباق         |
| 227                    | Alexys Brunel ‏         | 81                     |

| سويس ريسينغ أكادمي ‏ TUD | سويس ريسينغ أكادمي ‏ TUD | سويس ريسينغ أكادمي ‏ TUD |
| ----------------------- | ----------------------- | ----------------------- |
| م                       | عداء                    | مرتبة                   |
| 231                     | ماتيو ترينتين           | 15                      |
| 232                     | ماركو هالر              | 48                      |
| 233                     | Petr Kelemen ‏           | لم يكمل السباق          |
| 234                     | Fabian Lienhard ‏        | 92                      |
| 235                     | Marius Mayrhofer ‏       | لم يكمل السباق          |
| 236                     | Arthur Kluckers ‏        | لم يكمل السباق          |
| 237                     | Maikel Zijlaard ‏        | لم يكمل السباق          |

| أونو-إكس موبيليتي ‏ UXM | أونو-إكس موبيليتي ‏ UXM | أونو-إكس موبيليتي ‏ UXM |
| ---------------------- | ---------------------- | ---------------------- |
| م                      | عداء                   | مرتبة                  |
| 241                    | ألكسندر كريستوف        | 4                      |
| 242                    | Søren Wærenskjold ‏     | لم يكمل السباق         |
| 243                    | William Blume Levy ‏    | لم يكمل السباق         |
| 244                    | راسموس تيلر            | 54                     |
| 245                    | Erik Resell ‏           | 58                     |
| 246                    | أندرس سكارسيث          | 69                     |
| 247                    | جوناس إبراهمسين ‏       | 40                     |

| Lidl-Trek LTK                             | Lidl-Trek LTK  | Lidl-Trek LTK  |
| ----------------------------------------- | -------------- | -------------- |
| م                                         | عداء           | مرتبة          |
| 1                                         | مادس بيدرسن    | 1              |
| 2                                         | Daan Hoole ‏    | لم يكمل السباق |
| 3                                         | اليكس كيرش     | 36             |
| 4                                         | جوناثان ميلان  | 3              |
| 5                                         | جاسبر ستوفين   | 43             |
| 6                                         | توم سكوجين     | 46             |
| 7                                         | Mathias Vacek ‏ | لم يكمل السباق |
| مدير الرياضة: ستيفن دي جونغ, غريغوري راست |                |                |

| UAE Team Emirates XRG UAD                  | UAE Team Emirates XRG UAD | UAE Team Emirates XRG UAD |
| ------------------------------------------ | ------------------------- | ------------------------- |
| م                                          | عداء                      | مرتبة                     |
| 11                                         | تيم فيلانز                | 37                        |
| 12                                         | ميكيل بيرج                | 50                        |
| 13                                         | خوان سباستيان مولانو      | لم يكمل السباق            |
| 14                                         | روي أوليفيرا              | 66                        |
| 15                                         | Nils Politt ‏              | 34                        |
| 16                                         | Florian Vermeersch ‏       | 23                        |
| 17                                         | فيليبو بارونسيني          | لم يكمل السباق            |
| مدير الرياضة: فابيو بالداتو, ماركو ماركاتو |                           |                           |

| Alpecin-Deceuninck ADC                             | Alpecin-Deceuninck ADC | Alpecin-Deceuninck ADC |
| -------------------------------------------------- | ---------------------- | ---------------------- |
| م                                                  | عداء                   | مرتبة                  |
| 21                                                 | جاسبر فيليبسين         | 44                     |
| 22                                                 | Robbe Ghys ‏            | لم يكمل السباق         |
| 23                                                 | Timo Kielich ‏          | 47                     |
| 24                                                 | Fabio Van den Bossche ‏ | 82                     |
| 25                                                 | Jonas Rickaert ‏        | 64                     |
| 26                                                 | جياني فرميش            | 83                     |
| 27                                                 | سيلفان ديلير           | لم يكمل السباق         |
| مدير الرياضة: Christoph Roodhooft ‏, فريدريك ويليمز |                        |                        |

| Soudal Quick-Step SOQ                 | Soudal Quick-Step SOQ | Soudal Quick-Step SOQ |
| ------------------------------------- | --------------------- | --------------------- |
| م                                     | عداء                  | مرتبة                 |
| 31                                    | تيم ميرلير (طريق)     | 2                     |
| 32                                    | Paul Magnier ‏         | 38                    |
| 33                                    | يفيس لامارت           | 51                    |
| 34                                    | Luke Lamperti ‏        | لم يكمل السباق        |
| 35                                    | Louis Vervaeke ‏       | 67                    |
| 36                                    | Bert Van Lerberghe ‏   | 52                    |
| 37                                    | Warre Vangheluwe ‏     | لم يكمل السباق        |
| مدير الرياضة: توم ستيلز, Iljo Keisse ‏ |                       |                       |

| Intermarché-Wanty IWA                      | Intermarché-Wanty IWA      | Intermarché-Wanty IWA |
| ------------------------------------------ | -------------------------- | --------------------- |
| م                                          | عداء                       | مرتبة                 |
| 41                                         | بينيام جيرماي              | 7                     |
| 42                                         | Roel van Sintmaartensdijk ‏ | 93                    |
| 43                                         | Vito Braet ‏                | 94                    |
| 44                                         | هوغو بيج ‏                  | لم يكمل السباق        |
| 45                                         | أدريان بيتي                | لم يكمل السباق        |
| 46                                         | Laurenz Rex ‏               | 10                    |
| 47                                         | Jonas Rutsch ‏              | 88                    |
| مدير الرياضة: ديميتري كلايس, Aike Visbeek ‏ |                            |                       |

| Ineos Grenadiers IGD                       | Ineos Grenadiers IGD     | Ineos Grenadiers IGD |
| ------------------------------------------ | ------------------------ | -------------------- |
| م                                          | عداء                     | مرتبة                |
| 51                                         | سالفاتوري بوتشيو         | لم يكمل السباق       |
| 52                                         | توبياس فوس               | 77                   |
| 53                                         | بوب جونهيلس              | لم يكمل السباق       |
| 54                                         | كونور سويفت              | 72                   |
| 55                                         | Josh Tarling ‏            | 49                   |
| 56                                         | بن تورنر                 | 25                   |
| 57                                         | Samuel Watson (cyclist) ‏ | 91                   |
| مدير الرياضة: إيمانول إرفيتي, إيان ستانارد |                          |                      |

| Team Visma \| Lease a Bike TVL              | Team Visma \| Lease a Bike TVL | Team Visma \| Lease a Bike TVL |
| ------------------------------------------- | ------------------------------ | ------------------------------ |
| م                                           | عداء                           | مرتبة                          |
| 61                                          | Olav Kooij ‏                    | لم يكمل السباق                 |
| 62                                          | دانيال مكلاي                   | لم يكمل السباق                 |
| 63                                          | فكتور كامبنارتس                | 41                             |
| 64                                          | توش فان دير ساندي              | 78                             |
| 65                                          | تيسج بنوت                      | 19                             |
| 66                                          | Matteo Jorgenson ‏              | 30                             |
| 67                                          | جوليان فيرموت                  | 87                             |
| مدير الرياضة: Richard Plugge ‏, مارتن ينانتس |                                |                                |

| EF Education-EasyPost EFE                  | EF Education-EasyPost EFE | EF Education-EasyPost EFE |
| ------------------------------------------ | ------------------------- | ------------------------- |
| م                                          | عداء                      | مرتبة                     |
| 71                                         | فينتشنزو ألبانيز          | لم يكمل السباق            |
| 72                                         | Harry Sweeny ‏             | 53                        |
| 73                                         | أوين دول                  | 28                        |
| 74                                         | Madis Mihkels             | 14                        |
| 75                                         | Jack Rootkin-Gray ‏        | لم يكمل السباق            |
| 76                                         | Yuhi Todome ‏              | لم يكمل السباق            |
| 77                                         | Max Walker (cyclist) ‏     | 79                        |
| مدير الرياضة: أندرياس كلير, Ken Vanmarcke ‏ |                           |                           |

| Bahrain Victorious TBV                  | Bahrain Victorious TBV | Bahrain Victorious TBV |
| --------------------------------------- | ---------------------- | ---------------------- |
| م                                       | عداء                   | مرتبة                  |
| 81                                      | ماتج موهوريك           | لم يكمل السباق         |
| 82                                      | فل بوهوس               | لم يكمل السباق         |
| 83                                      | Alberto Bruttomesso ‏   | لم يكمل السباق         |
| 84                                      | Kamil Gradek ‏          | 90                     |
| 85                                      | أندريا باسكولون        | 68                     |
| 86                                      | روبرت ستانارد          | لم يكمل السباق         |
| 87                                      | فرد رايت               | 56                     |
| مدير الرياضة: آرت فيرهوتين, ميخال غولاش |                        |                        |

| Arkéa-B&B Hotels ARK                          | Arkéa-B&B Hotels ARK      | Arkéa-B&B Hotels ARK |
| --------------------------------------------- | ------------------------- | -------------------- |
| م                                             | عداء                      | مرتبة                |
| 91                                            | ارنو ديمار                | 59                   |
| 92                                            | أموري كابيو               | لم يكمل السباق       |
| 93                                            | Léandre Lozouet ‏          | لم يكمل السباق       |
| 94                                            | Donavan Grondin ‏          | لم يكمل السباق       |
| 95                                            | مايلز سكوتسون             | لم يكمل السباق       |
| 96                                            | Giosuè Epis ‏              | لم يكمل السباق       |
| 97                                            | Pierre Thierry (cyclist) ‏ | لم يكمل السباق       |
| مدير الرياضة: سيباستيان هينو, Mickael Leveau ‏ |                           |                      |

| Cofidis COF                                     | Cofidis COF                    | Cofidis COF    |
| ----------------------------------------------- | ------------------------------ | -------------- |
| م                                               | عداء                           | مرتبة          |
| 101                                             | ايمي دي جندت                   | 26             |
| 102                                             | Eddy Finé ‏                     | لم يكمل السباق |
| 103                                             | Clément Izquierdo ‏             | لم يكمل السباق |
| 104                                             | Sam Maisonobe ‏                 | 33             |
| 105                                             | Alexis Renard ‏                 | لم يكمل السباق |
| 106                                             | Ludovic Robeet ‏                | 70             |
| 107                                             | Jan Maas (cyclist, born 1996) ‏ | لم يكمل السباق |
| مدير الرياضة: جيمي إنجولفينت, Thierry Marichal ‏ |                                |                |

| Decathlon-AG2R La Mondiale DAT                        | Decathlon-AG2R La Mondiale DAT | Decathlon-AG2R La Mondiale DAT |
| ----------------------------------------------------- | ------------------------------ | ------------------------------ |
| م                                                     | عداء                           | مرتبة                          |
| 111                                                   | أوليفر ناسن                    | 21                             |
| 112                                                   | يجف دي بوندت                   | 22                             |
| 113                                                   | Sander De Pestel ‏              | 35                             |
| 114                                                   | Oscar Chamberlain ‏             | لم يكمل السباق                 |
| 115                                                   | تورد غودميستاد ‏                | لم يكمل السباق                 |
| 116                                                   | Stefan Bissegger ‏              | 29                             |
| 117                                                   | سام بينيت                      | لم يكمل السباق                 |
| مدير الرياضة: Julien Jurdie ‏, لوقا رو, Didier Jannel ‏ |                                |                                |

| Groupama-FDJ GFC                | Groupama-FDJ GFC   | Groupama-FDJ GFC |
| ------------------------------- | ------------------ | ---------------- |
| م                               | عداء               | مرتبة            |
| 121                             | فالنتين مادواس     | 32               |
| 122                             | Cyril Barthe ‏      | 60               |
| 123                             | جون جاكوبس         | لم يكمل السباق   |
| 124                             | أوليفييه لو جاك    | 65               |
| 125                             | Sven Erik Bystrøm ‏ | لم يكمل السباق   |
| 126                             | Paul Penhoët ‏      | 86               |
| 127                             | كليمنت روسو        | 13               |
| مدير الرياضة: Frédéric Guesdon ‏ |                    |                  |

| Movistar Team MOV            | Movistar Team MOV | Movistar Team MOV |
| ---------------------------- | ----------------- | ----------------- |
| م                            | عداء              | مرتبة             |
| 131                          | Carlos Canal ‏     | 20                |
| 132                          | Jon Barrenetxea ‏  | لم يكمل السباق    |
| 133                          | دافيد سيمولاي     | لم يكمل السباق    |
| 134                          | إيفان غارسيا      | 24                |
| 135                          | Orluis Aular ‏     | لم يكمل السباق    |
| 136                          | Iván Romeo ‏       | لم يكمل السباق    |
| 137                          | Manlio Moro ‏      | 95                |
| مدير الرياضة: يورغن رويلاندز |                   |                   |

| Red Bull-Bora-Hansgrohe RBH | Red Bull-Bora-Hansgrohe RBH | Red Bull-Bora-Hansgrohe RBH |
| --------------------------- | --------------------------- | --------------------------- |
| م                           | عداء                        | مرتبة                       |
| 141                         | Jordi Meeus ‏                | 9                           |
| 142                         | جياني موسكون                | لم يكمل السباق              |
| 143                         | ريان مولين                  | لم يكمل السباق              |
| 144                         | Laurence Pithie ‏            | 27                          |
| 145                         | Mick van Dijke ‏             | 76                          |
| 146                         | Tim van Dijke ‏              | 84                          |
| 147                         | داني فان بوبيل              | لم يكمل السباق              |

| Team Jayco AlUla JAY | Team Jayco AlUla JAY     | Team Jayco AlUla JAY |
| -------------------- | ------------------------ | -------------------- |
| م                    | عداء                     | مرتبة                |
| 151                  | مايكل ماثيوز             | 39                   |
| 152                  | Bob Donaldson (cyclist) ‏ | لم يكمل السباق       |
| 153                  | باتريك غامبر             | لم يكمل السباق       |
| 154                  | Kelland O'Brien ‏         | لم يكمل السباق       |
| 155                  | Elmar Reinders ‏          | لم يكمل السباق       |
| 156                  | ماكس والشيد              | 55                   |
| 157                  | جاشا سوتيرلين            | لم يكمل السباق       |

| Team Picnic-PostNL TPP | Team Picnic-PostNL TPP | Team Picnic-PostNL TPP |
| ---------------------- | ---------------------- | ---------------------- |
| م                      | عداء                   | مرتبة                  |
| 161                    | جون ديجينكولب          | 11                     |
| 162                    | الكسندر ادموندسون      | لم يكمل السباق         |
| 163                    | Casper van Uden ‏       | 57                     |
| 164                    | شون فلين ‏              | 74                     |
| 165                    | Enzo Leijnse ‏          | لم يكمل السباق         |
| 166                    | توبياس لوند أندرسن ‏    | لم يكمل السباق         |
| 167                    | Niklas Märkl ‏          | لم يكمل السباق         |

| XDS Astana Team XAT | XDS Astana Team XAT | XDS Astana Team XAT |
| ------------------- | ------------------- | ------------------- |
| م                   | عداء                | مرتبة               |
| 171                 | دافيد باليريني      | 6                   |
| 172                 | سيس بول             | 71                  |
| 173                 | آرون جيت            | 61                  |
| 174                 | Michele Gazzoli ‏    | لم يكمل السباق      |
| 175                 | ماكس كانتر          | لم يكمل السباق      |
| 176                 | Yevgeniy Fedorov ‏   | 18                  |
| 177                 | مايك تيونسين        | 16                  |

| Lotto LOT | Lotto LOT                  | Lotto LOT      |
| --------- | -------------------------- | -------------- |
| م         | عداء                       | مرتبة          |
| 181       | ارنو دي لاي (طريق)         | لم يكمل السباق |
| 182       | Jenno Berckmoes ‏           | 8              |
| 183       | سيباستيان غرينيار ‏         | لم يكمل السباق |
| 184       | Alec Segaert ‏              | 45             |
| 185       | Arjen Livyns ‏              | 42             |
| 186       | برنت فان موير              | 31             |
| 187       | Joshua Giddings (cyclist) ‏ | لم يكمل السباق |

| Israel-Premier Tech IPT | Israel-Premier Tech IPT | Israel-Premier Tech IPT |
| ----------------------- | ----------------------- | ----------------------- |
| م                       | عداء                    | مرتبة                   |
| 191                     | هوغو هوفستيتر           | 5                       |
| 193                     | ويليام بويفن            | لم يكمل السباق          |
| 194                     | Pier-André Côté ‏        | لم يكمل السباق          |
| 195                     | Riley Pickrell ‏         | 80                      |
| 196                     | Matis Louvel ‏           | 17                      |
| 197                     | ميكل شوارزمان           | لم يكمل السباق          |
| 198                     | توم فان أسبروك          | 73                      |

| فريق الدراجات Q36.5 ‏ Q36 | فريق الدراجات Q36.5 ‏ Q36 | فريق الدراجات Q36.5 ‏ Q36 |
| ------------------------ | ------------------------ | ------------------------ |
| م                        | عداء                     | مرتبة                    |
| 201                      | جياكومو نيزولو           | لم يكمل السباق           |
| 202                      | ديفيد غونزاليس           | لم يكمل السباق           |
| 203                      | Emīls Liepiņš ‏ (طريق)    | 63                       |
| 204                      | Kamil Małecki ‏           | لم يكمل السباق           |
| 205                      | Nicolò Parisini ‏         | لم يكمل السباق           |
| 206                      | Jannik Steimle ‏          | 85                       |
| 207                      | روري تاونسند ‏            | لم يكمل السباق           |

| سبورت فلاندرين بالويس ‏ TFB | سبورت فلاندرين بالويس ‏ TFB | سبورت فلاندرين بالويس ‏ TFB |
| -------------------------- | -------------------------- | -------------------------- |
| م                          | عداء                       | مرتبة                      |
| 211                        | Victor Vercouillie ‏        | لم يكمل السباق             |
| 212                        | Jules Hesters ‏             | لم يكمل السباق             |
| 213                        | Milan Lanhove ‏             | لم يكمل السباق             |
| 214                        | Noah Vandenbranden ‏        | لم يكمل السباق             |
| 215                        | Yentl Vandevelde ‏          | لم يكمل السباق             |
| 216                        | Ward Vanhoof ‏              | 89                         |
| 217                        | أليكس كولمان ‏              | 75                         |

| Team TotalEnergies TEN | Team TotalEnergies TEN | Team TotalEnergies TEN |
| ---------------------- | ---------------------- | ---------------------- |
| م                      | عداء                   | مرتبة                  |
| 221                    | أنتوني تورجيس          | 12                     |
| 222                    | Sandy Dujardin ‏        | لم يكمل السباق         |
| 223                    | Thomas Gachignard ‏     | لم يكمل السباق         |
| 224                    | Emilien Jeannière ‏     | لم يكمل السباق         |
| 225                    | صموئيل لورو ‏           | 62                     |
| 226                    | لورينزو مانزين         | لم يكمل السباق         |
| 227                    | Alexys Brunel ‏         | 81                     |

| سويس ريسينغ أكادمي ‏ TUD | سويس ريسينغ أكادمي ‏ TUD | سويس ريسينغ أكادمي ‏ TUD |
| ----------------------- | ----------------------- | ----------------------- |
| م                       | عداء                    | مرتبة                   |
| 231                     | ماتيو ترينتين           | 15                      |
| 232                     | ماركو هالر              | 48                      |
| 233                     | Petr Kelemen ‏           | لم يكمل السباق          |
| 234                     | Fabian Lienhard ‏        | 92                      |
| 235                     | Marius Mayrhofer ‏       | لم يكمل السباق          |
| 236                     | Arthur Kluckers ‏        | لم يكمل السباق          |
| 237                     | Maikel Zijlaard ‏        | لم يكمل السباق          |

| أونو-إكس موبيليتي ‏ UXM | أونو-إكس موبيليتي ‏ UXM | أونو-إكس موبيليتي ‏ UXM |
| ---------------------- | ---------------------- | ---------------------- |
| م                      | عداء                   | مرتبة                  |
| 241                    | ألكسندر كريستوف        | 4                      |
| 242                    | Søren Wærenskjold ‏     | لم يكمل السباق         |
| 243                    | William Blume Levy ‏    | لم يكمل السباق         |
| 244                    | راسموس تيلر            | 54                     |
| 245                    | Erik Resell ‏           | 58                     |
| 246                    | أندرس سكارسيث          | 69                     |
| 247                    | جوناس إبراهمسين ‏       | 40                     |

## التصنيف العام النهائي
| التصنيف العام         | التصنيف العام    | التصنيف العام                 | التصنيف العام | التصنيف العام |
| العداء                | العداء           | الفريق                        | الوقت         |               |
| --------------------- | ---------------- | ----------------------------- | ------------- | ------------- |
| 1                     | مادس بيدرسن      | تريك سيغافريدو                | 5 س 30 د 21 ث |               |
| 2                     | تيم ميرلير       | دكونيك كويك ستب               | + 49 ث        |               |
| 3                     | جوناثان ميلان    | تريك سيغافريدو                | + 49 ث        |               |
| 4                     | ألكسندر كريستوف  | أونو-إكس موبيليتي ‏            | + 49 ث        |               |
| 5                     | هوغو هوفستيتر    | إسرائيل - بريمير تيك          | + 49 ث        |               |
| 6                     | دافيد باليريني   | فريق آستانا                   | + 49 ث        |               |
| 7                     | بينيام جيرماي    | انترمارشي وانتي جوبيرت ماتيرو | + 49 ث        |               |
| 8                     | Jenno Berckmoes ‏ | لوتو سودال                    | + 49 ث        |               |
| 9                     | Jordi Meeus ‏     | بورا–هانسغروه                 | + 49 ث        |               |
| 10                    | Laurenz Rex ‏     | انترمارشي وانتي جوبيرت ماتيرو | + 49 ث        |               |
|                       |                  |                               |               |               |
| مصدر: ProCyclingStats |                  |                               |               |               |

## وصلات خارجية
- لمحة عن سباق غنت-وفلجم 2025 على موقع  ProCyclingStats   (برو  سايكلنج  ستاتس) - إحصاءات  محترفي  الدراجات.
- غنت-وفلجم 2025 على موقع إحصائيات الدراجات الإحترافية (الإنجليزية)